# 陳正倫
陳正倫（1384年—？），字正倫，江西吉安府吉水縣仁壽鄉第三都人，明朝政治人物。進士出身。

## 生平
江西鄉試一百五十六名。永樂十年（1412年）壬辰科會試三十八名，殿試登進士第三甲第三十四名，授监察御史，洪熙元年（1425年）任河南南陽府知府，川陕按察使。

## 家族
曾祖父陳雲雷。祖父陳習遠。父亲陳庭貴。